# جولی فلیتینگ
جولی فلیتینگ (انگلیسی: Julie Fleeting؛ زادهٔ ۱۸ دسامبر ۱۹۸۰) بازیکن فوتبال اهل بریتانیا است.
از باشگاه‌هایی که در آن بازی کرده‌است می‌توان به باشگاه فوتبال آرسنال و تیم فوتبال زنان آرسنال اشاره کرد.
وی همچنین در تیم‌های ملی فوتبال Scotland women's national under-16 football team, Scotland women's national under-20 football team، و زنان اسکاتلند بازی کرده‌است.